# ABCプレミアムボックス
ABCプレミアムボックスとは、朝日放送（現：朝日放送ラジオ）が、2006年度のナイターオフシーズン（概ね10月〜翌年3月）のみ、月曜日から土曜日の21時00分から21時30分に放送していた番組枠の総称（レーベル）である。

## 背景
これまでこの時間帯は、主に若者をメインターゲットとする番組を放送し、1999年秋からは、朝日放送で人気の深夜ラジオ番組「ABCミュージックパラダイス」の姉妹番組として「ABCミュージック21」の放送を開始し定着していたが、2006年の秋改編で、「一日の仕事が終わったあと、テレビをつけてもなかなか楽しめるものがない･･･」という"大人の”のリスナーをターゲットとした時間帯に路線変更された。
これは、主に団塊の世代を狙ったもので、夕食の後片付けが終わり、人心地ついた21時台にゆっくりとラジオを聴いて貰おうという狙いであった。
また、深夜ラジオの王者笑福亭鶴光をパーソナリティに起用した番組など、団塊の世代のリスナーの青春時代がカムバックしてくるようなラインナップになっていた。
しかし、2007年度オフは朝日放送の大阪大学医学部附属病院跡地（現：ほたるまち）への本社移転の費用問題のために放送に関わる予算の切り詰めなどの影響で編成は見送られ、
「ABCミュージック21」を月曜〜金曜帯を編成する対応となり、一部の番組は土曜・日曜のナイターオフ枠へ移動して放送されている。

## 2006年度の各曜日の番組
- （月）「どんなんかな?阪大工学部」

出演：高野あさお
- （火）「鶴光のDJ天国」

出演：笑福亭鶴光、喜多ゆかり
- （水）「アベロクのおやじラジオ」

出演：安部憲幸、入江玲子
- （木）「ダマ奈津子のワンダフルライフ」

出演：ダマ奈津子
- （金）「かつみ☆さゆりのお気に入りでチュッ☆」

出演：かつみ♥さゆり
- （土）「味な歳時記 池波正太郎その世界」（ニッポン放送制作）

出演：栗村智
※2007年度上半期も、「鶴光のDJ天国」は土曜日の21:30-22:00、「ダマ奈津子のワンダフルライフ」は日曜日の19:00-19:30，「かつみ☆さゆりのお気に入りでチュッ☆」は月曜日の18:00-18:30に、時間帯を変更して引き続き放送される。

## マンスリーテーマ
ABCプレミアムボックスの番組前後で流れるCM、いわゆる「ステブレ」（SB）で、1ヶ月間、日曜日を除く毎日、プッシュするアーティストの楽曲を流していた。
OAされた時間帯：20:58:58〜21:00:00の間、21:28:58〜21:30:00の間。

### OAされたアーティスト

#### 2006年
- 10月　コーヒーカラー／「スーパーバイザー」
- 11月　スターダストレビュー
- 12月　Zero

#### 2007年
- 1月　Green2
- 2月　Zero
- 3月　甲斐よしひろ

| 朝日放送 平日ナイターオフ21:00-21:30 | 朝日放送 平日ナイターオフ21:00-21:30 | 朝日放送 平日ナイターオフ21:00-21:30 |
| 前番組                               | 番組名                               | 次番組                               |
| ------------------------------------ | ------------------------------------ | ------------------------------------ |
| ABCミュージック21                    | ABCプレミアムボックス                | ABCミュージック21                    |